# Вяземський Олександр Олексійович
Князь Олександр Олексійович Вяземський (3 серпня (14 серпня) 1727 — 1 серпня (19 січня) 1793 — один з довірених сановників Катерини II, як генерал-прокурор Сенату стежив за витрачанням державних коштів і мав репутацію непідкупного.

## Біографія
Народився 3 серпня (14 серпня) 1727 року. Він належав до князівського роду, який веде свій початок від онука Володимира Мономаха — князя Ростислава Мстиславича. У двадцятирічному віці Олександр Олексійович закінчив Сухопутний шляхетський корпус. Під час Семирічної війни з Пруссією брав участь не тільки в баталіях російської армії, а й у виконанні деяких таємних (мабуть, розвідувальних) доручень командування, це ледь не коштувало йому життя. До кінця війни А. А. Вяземський займав вже посаду генерал-квартирмейстра і був добре відомий молодій імператриці Катерині II. У грудні 1762 року вона саме йому доручила «залагодження відносин» між бунтівними селянами і їх господарями на уральських заводах. Він майже рік займався цією справою. У грудні 1763 року він був відкликаний з Уралу, а на його місце спрямований генерал-майор А. І. Бібіков, який закінчив розпочату Вяземським місію.

## Генерал-прокурор
3 (14) лютого 1764 Катерина II, переконавшись у виключній чесності князя В'яземського, призначила його генерал-прокурором Сенату. Вона особисто написала його «секретне повчання», в якому чітко визначила його обов'язки. Імператриця нагадувала О. О. В'яземському, що генерал-прокурор повинен бути абсолютно відвертим з господарем, оскільки «за посадою свою зобов'язується чинити опір найсильнішим людям», і в цьому тільки влада імператорська «одна його підпора». Вона підкреслювала, що не вимагає від нього «ласкательства», але «єдино щиросердого поводження і твердості в справах». Катерина II застерігала генерал-прокурора від встрявання в інтриги при дворі і пропонувала мати тільки «єдину користь батьківщини і справедливість на увазі, і твердими кроками йти найкоротшим шляхом до істини». У «Секретній настанові» князеві Вяземському при призначенні його на посаду генерал-прокурора Сенату Катерина ІІ вказувала: «Мала Росія, Ліфляндія та Фінляндія — це провінції, що правляться дарованими їм привілеями, порушити ці привілеї відразу було б незручно, але не можна вважати ці провінції за чужі і поводитись з ними як з чужими землями — це був би явний нерозум. Ці провінції, так само як Смоленщину, треба легкими засобами привести до того, щоб вони обрусіли і перестали дивитися, як вовки до лісу».
О. О. Вяземський, мабуть, строго дотримувався даної йому настанови і користувався повною довірою імператриці, що дозволило йому не тільки утримувати вищу прокурорську посаду протягом майже 29 років, але і значно розширити свої повноваження. Якщо на початку кар'єри він очолював Сенат, а також спостерігав за продажем солі і вина в імперії, то з 1780-х років уже міцно утримував в своїх руках не тільки юстицію, але також фінанси і внутрішні справи. Саме він вперше в Росії ввів сувору звітність в фінансових справах, а також став чітко враховувати доходи і витрати за рік.
Генерал-прокурор тепер майже одноосібно керував всесильною Таємною експедицією, і через його руки пройшли майже всі відомі політичні справи царювання Катерини II: О. Пугачова, О. М. Радищева, М. І. Новикова та інших осіб. При ньому розгорнув свою активну розшукову діяльність головний «батігобоєць» або, як називав його О. С. Пушкін, «домашній кат лагідної Катерини» С. І. Шешковський, що мав, за висловом імператриці, «особливий дар проводити слідчі справи».
О. О. Вяземський, на відміну від свого попередника, діяльно керував підлеглими йому прокурорами. При ньому були введені в дію «Установи для управління губерній» (1775 рік), які докладно регламентували права і обов'язки місцевої прокуратури. Вяземський був автором маніфеста про скасування Січі, за що отримав від Катерини ІІ у подарунок слободу Покровське (біля Нікополя (Слов'янська)), бувшу столицю "Нової Січі". Але уже невдовзі після своєї смерті вдова Вяземського у 1802 році продала слободу придворному барону Штигліцу.
За «старанності, старанності і ревнощі до користі служби» він був удостоєний безлічі нагород, отримавши, зокрема, ордена Св. Андрія Первозванного (1773), Св. Олександра Невського, Св. Анни, Св. Володимира 1-го ступеня (1 782), Білого Орла. О. О. Вяземський мав військовий чин генерал-поручика і цивільний — дійсного таємного радника.
У вересні 1792 року О. О. Вяземський через хворобу пішов у відставку, причому виконувані ним численні обов'язки Катерина II поклала на кількох людей. Д. М. Бантиш-Каменський писав про нього так: "Князь Вяземський відрізнявся вірністю своєму престолу, безкорисливістю, був надзвичайно працьовитий, вмів обирати гідних помічників; ворог розкоші, але скупий і заздрісний, як відгукувалися про нього сучасники ".
Князь Вяземський помер 1 серпня (19 січня) 1793 року; скромний надгробок можна бачити у Благовіщенській церкві Олександро-Невської лаври. Збудовану ним під Петербургом садибу «Мурзинка» успадкувала дочка Анна, а потім її онук Антон Апраксін.

## Сім'я
З липня 1768 року князь Вяземський одружився зі значно молодшою княжною Оленою Микитівною Трубецькою (1745—1832), дочкою єлизаветинського генерал-прокурора Микити Юрійовича Трубецького. З нагоди одруження отримав у придане село Олександрівське (рос. Александровское, сьогодні частина Петербургу) на березі Неви, де звів відому церкву «Паска і Великдень» (рос. Кулич и Пасха). Дружина Вяземського була статс-дамою, але Катерина II не любила її. Переживши чоловіка майже на сорок років, княгиня Олена Микитівна займала почесне місце серед петербурзької аристократії. У родині генерал-прокурора виховали чотирьох дочок:
- Анна Александрівна (1770—1840), спадкоємиця Мурзинки-Олександрівського, з 1788 року дружина неаполітанського посланника у Петербурзі герцога Антоніо Мореско Серра-Капріольо (1750—1822).
- Парасковія Олександрівна (1772—1832), з 1790 року дружина графа Д. А. Зубова (1766—1849).
- Варвара Олександрівна (1774—1849), з 1791 року в шлюбі з датським посланником бароном Нільсом Розенкранцем (1757—1824)[7].
- Катерина Олександрівна (1769—1824), з 1789 року дружина графа Д. А. Толстого (1754—1832).

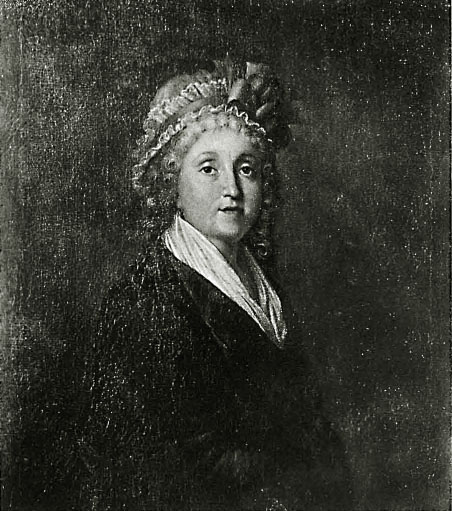
Олена Микитівна Вяземська
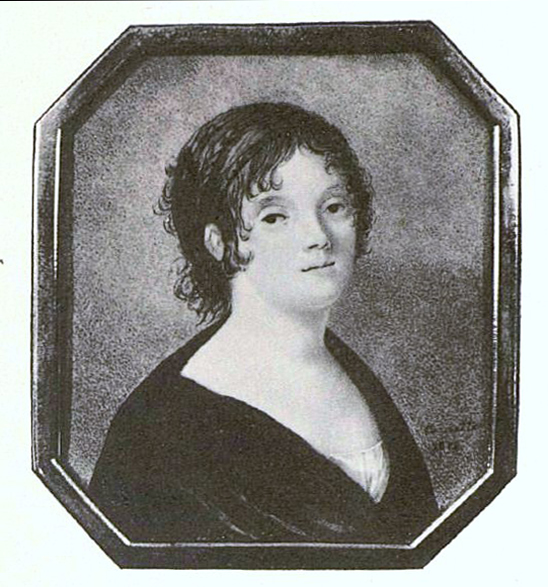
Катерина
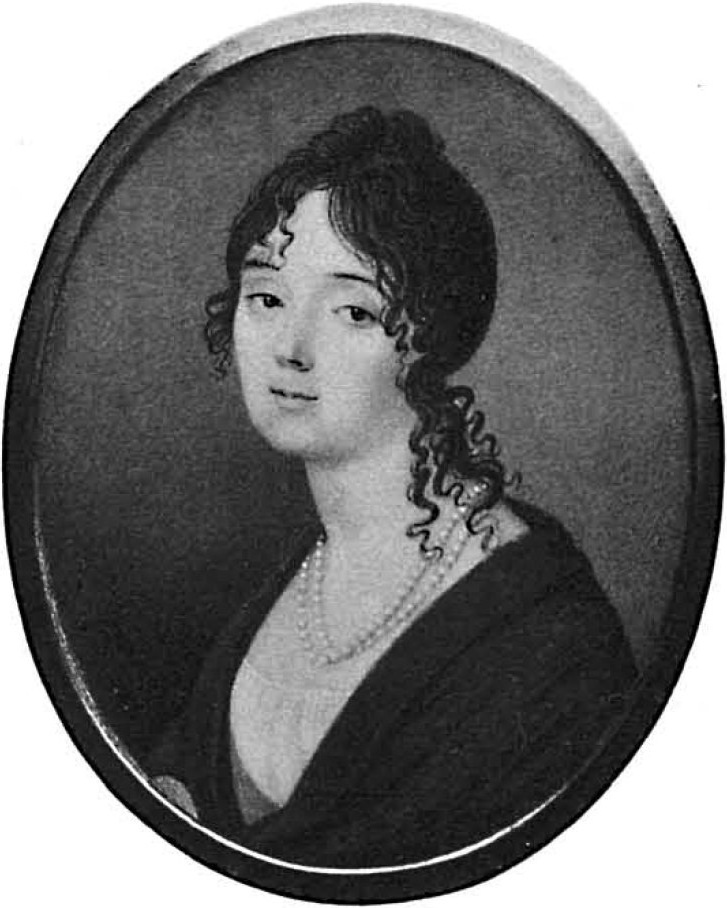
Анна
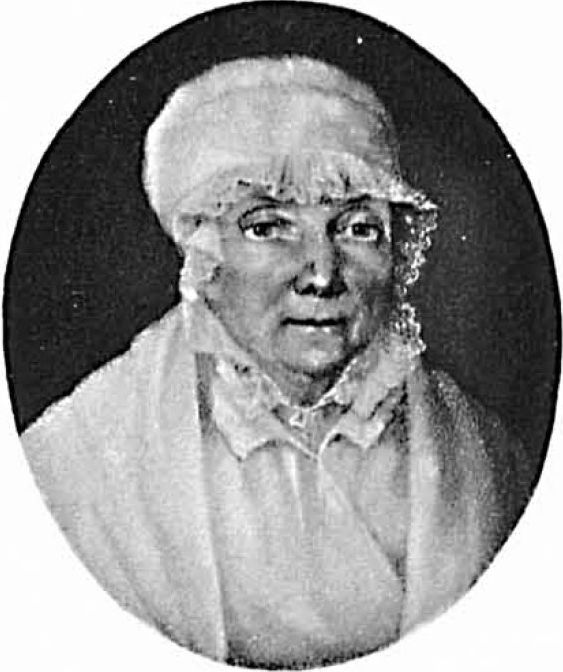
Параскева